# GOLDEN☆BEST フィンガー5
『GOLDEN☆BEST フィンガー5』（ゴールデン・ベスト フィンガー・ファイヴ）は、フィンガー5のベスト・アルバム。2003年11月26日発売。発売元はユニバーサルミュージック。

## 解説
各レコード会社から発売されているゴールデン☆ベストシリーズの中の1枚。本土復帰前に沖縄から東京へ移り住んだのち、1973年に「フィンガー5」としてデビューした5人組の廉価版ベスト・アルバム。
歌詞カード冒頭には、バイオグラフィをまとめたライナーノーツ付。シングルA面曲や、他アーティストのカヴァー等で世代を超えて知られる曲となった「学園天国」と「個人授業」「恋のダイヤル6700」のオリジナル・カラオケが収録された。 
「学園天国」は、2001年公開の映画『ウォーターボーイズ』主題歌。同映画のサントラ盤『ウォーターボーイズ オリジナル・サウンドトラック』（2001年8月22日）に収録されたほか、2002年3月21日リリースのDVD（スペシャル・エディション版）には、映画の名シーンを織り込んだミュージック・ビデオが収録されている。 
なお、本ベスト盤発売の半年程前には、ファンが一丸となって発売までこぎつけたCD-BOXが制作・発売された。詳細は『フィンガー5 コンプリート CD-BOX』を参照。
トンボメガネがトレード・マークのアキラは稀にテレビ出演し、本ベスト盤収録曲をソロで披露することがある。例えば、フィンガー5の作詞を多く担当した阿久悠が亡くなった2007年の暮れ、テレビ東京系音楽番組『年忘れにっぽんのうた』における追悼コーナーに出演し、ギターを手に歌声を披露した。

## 収録曲
作詞: 阿久悠
1. 個人授業　
  - 作曲・編曲：都倉俊一

山口百恵がアルバム『青い果実／禁じられた遊び』でカバーした。
2. 恋のダイヤル6700　
  - 作曲・編曲：井上忠夫
3. 学園天国
  - 作曲・編曲：井上忠夫
  - 小泉今日子や慎吾ママがカバーした。
4. 恋のアメリカン・フットボール　
  - 作曲・編曲：都倉俊一
5. 上級生　
  - 作曲・編曲：井上忠夫
6. 恋の大予言　
  - 作曲・編曲：井上忠夫
7. 華麗なうわさ　
  - 作曲・編曲：都倉俊一
8. 名犬ラッシー　
  - 作詞：山上路夫、作曲：山下毅雄、編曲：ボブ佐久間
9. バンプ天国　
  - 作曲：井上忠夫、編曲：馬飼野俊一
10. ぼくらのパパは空手の先生　
  - 作曲：三枝伸、編曲：深町純
11. 帰ってくるよ
  - 作詞・作曲・編曲：フィンガー・ファミリー
12. ジェット・マシーン　
  - 作詞・作曲：三枝伸、編曲：深町純
13. 飛べ! すてきなベイビー　
  - 作詞：及川恒平、作曲・編曲：惣領泰則
14. 101人ガールフレンド　
  - 作曲：都倉俊一、編曲：田辺信一
15. モンロー・ウォークのお嬢さん
  - 作曲・編曲：都倉俊一
16. 恋のラッキー・ストライク
  - 作詞：竜真知子、作曲：井上忠夫、編曲：あかのたちお
17. スーパーカーブギ　
  - 作詞・作曲：小泉まさみ、編曲：佐孝康夫
18. ぼくは眠れない　
  - 作詞・作曲：荒木一郎、編曲：小田健二郎
19. やきもちボーイ　
  - 作詞・作曲：小泉まさみ、編曲：小田健二郎
20. 悩ませないで　
  - 作詞：橋本淳、作曲・編曲：馬飼野康二
21. 個人授業 （オリジナル・カラオケ）
22. 恋のダイヤル6700 （オリジナル・カラオケ）
23. 学園天国 （オリジナル・カラオケ）